# Jazbina Višnjička
Jazbina Višnjička falu Horvátországban Varasd megyében. Közigazgatásilag Lepoglavához tartozik.

## Fekvése
Varasdtól 27 km-re nyugatra, községközpontjától 11 km-re északra, a szlovén határ közelében fekszik.

## Története
A falu lakosságát 1890-ben számlálták meg először önállóan, akkor 94-en lakták. 1910-ben 125 lakosa volt. A trianoni békeszerződésig Varasd vármegye Ivaneci járáshoz tartozott. 2001-ben 13 háza és 37 lakosa volt.

## Külső hivatkozások
- Lepoglava város hivatalos oldala
- Lepoglava turisztikai egyesületének honlapja